# Памятник Кул Гали (Ульяновск)
Памятник Кул Гали в Ульяновске установлен рядом с Центром татарской культуры, на проспекте Нариманова.

## История
Впервые с инициативой открыть памятник булгарскому поэту, выдающемуся представителю средневековой волжско-булгарской тюркской литературы Кул Гали, в 1998 г. выступило ульяновское областное татаро-башкирское общественное движение «Туган тел» («Родная речь»). Градостроительный совет Ульяновска поддержал идею памятника, определил для его установки место в центре города и даже объявил конкурс на макет памятника, однако в силу политических и финансовых обстоятельств проект был заморожен на неопределенное время.
Спустя несколько лет Председатель общественной организации «Булгарское возрождение» Шевкид Медихатович Богданов снова инициировал установку памятника Кул Гали. В соответствии с протоколом № 117-ПС от 03.03.2008 г., который был утверждён главой администрации Ульяновской области С. И. Морозовым, в конце апреля 2008 г. памятнику было выделено место по Советской улице, где был торжественно заложен первый камень. Однако мэр Ульяновска С. Н. Ермаков принял решение, чтобы памятник был установлен в месте компактного проживания ульяновских татар далеко от центра города. Это решение было неоднозначно принято общественными организациями Ульяновска, которые 19 сентября даже провели пикет с требованием предоставить место в центре города, но всё же были вынуждены согласиться с решением мэра.
Памятник был открыт 17 октября 2008 г., к 825-летию со дня рождения поэта. Скульптура была преподнесена в дар правительством Республики Татарстан (сумма пожертвований 1,2 млн. руб.), которое вместе с более чем тысячей жителей Ульяновской области внесло пожертвования на обустройство постамента и территории вокруг памятника. 
В торжественной церемонии приняли участие жители Казани, Уфы, Самары, Чебоксар и городов Ульяновской области. С речами выступили губернатор Ульяновской области С. И. Морозов, мэр Ульяновска С. Н. Ермаков, председатель Союза писателей Республики Татарстан И. Ибрагимов, председатель Всемирного исполкома татар Р. Закиров, а главный федеральный инспектор В. Лазарев даже продекламировал стихи Кул Гали.

## Описание памятника
Скульптура Кул Гали выполнена из бронзы московским скульптором Константином Головушкиным по образу, созданным ульяновским художником Ильмиром Аксяновым. Кул Гали держит в руках книгу. На постаменте нанесены имя поэта, даты его жизни (1183–1236 гг.) и текст
Поэт-гуманист
основоположник татарской 
(булгарской) литературы
Ещё ниже в основании памятника на русском и татарском языках начертаны слова
О, Аллах, озари мой дух, вмещенный в плоть
На благо добрых дум наставь мой ум теперь

## Памятник в филателии
В 2011 году Министерство связи России выпустило ХМК — «Ульяновск. Памятник Кул Гали (1183-1236) поэт-гуманист».